# سباستین سیمایر
سباستین سیمایر (انگلیسی: Sebastian Szimayer؛ زادهٔ ۱۵ مهٔ ۱۹۹۰) بازیکن فوتبال اهل آلمان است.
از باشگاه‌هایی که در آن بازی کرده‌است می‌توان به باشگاه فوتبال وهن ویسبادن و باشگاه فوتبال قوت-وایس ارفورت اشاره کرد.